# Сан-Ташский аильный округ
Сан-Ташский аильный округ (аймак) — административная единица в Тюпском районе Иссык-Кульской области Кыргызстана.
Код COATE — 41702 225 865 00 0

## Население
По данным переписи 2022 года, в аильном округе проживало 6 210 человек.

## Известные уроженцы
- Зияш Бектенов — киргизский советский учёный-филолог, манасовед, лингвист, фольклорист, переводчик, писатель,. Член Союза писателей СССР. Отличник народного просвещения Киргизской ССР. Отличник высшей школы СССР.
- Садыр Жапаров — киргизский государственный и политический деятель. Президент Киргизской Республики с 28 января 2021 года (и. о. с 15 октября по 14 ноября 2020 года). Ранее с 10 октября 2020 по 21 января 2021 года был премьер-министром страны.
- Кусеин Карасаев — киргизский и советский лингвист, лексикограф, педагог, литературовед, фольклорист, тюрколог. Кандидат филологических наук (1944), профессор (1966), заслуженный деятель науки Киргизской Республики (1992). Почётный академик Национальной академии наук Кыргызстана. Лауреат государственной премии имени Касыма Тыныстанова.
- Тугельбай Сыдыкбеков — киргизский советский писатель. Герой Киргизской Республики .

## Административное деление
В состав Сан-Ташского аильного округа ныне входят населённые пункты:
- Байзак
- Каркыра
- Кен-Суу
- Сан-Таш
- Сары-Телегей

## Примечание
1. ↑  Государственный классификатор система обозначений объектов административно-территориальных и территориальных единиц Кыргызской республики. Архивная копия от 18 марта 2018 на Wayback Machine — Бишкек: Национальный статистический комитет Кыргызской республики, 2017.
2. ↑  Численность населения областей, районов, городов,поселков городского типа, айылных аймаков и айылов (сел) Кыргызской Республики Архивная копия от 10 ноября 2021 на Wayback Machine (на 2022 год).